# 17219 Gianninoto
17219 Gianninoto este un asteroid din centura principală de asteroizi.

## Descriere
17219 Gianninoto este un asteroid din centura principală de asteroizi. A fost descoperit pe 1 februarie 2000 în cadrul proiectului CSS. Asteroidul prezintă o orbită caracterizată de o semiaxă mare de 2,70 ua, o excentricitate de 0,12 și o înclinație de 14,1° în raport cu ecliptica.